# Museum für Eisenbahntechnik Nowosibirsk
Das Museum für Eisenbahntechnik Nowosibirsk (russisch Новосибирский музей железнодорожной техники, Nowosibirski musei schelesnodoroschnoi techniki) ist ein Eisenbahnmuseum in Nowosibirsk. Es wurde im Jahr 2000 in der Nähe des Bahnhofs Sejatel (станцией Сеятель), Rasesnaja-Straße 35 (Разъездная ул. 35), an der Bahnstrecke Nowosibirsk–Berdsk eröffnet und ist nach dem Zentralen Eisenbahnmuseum in St. Petersburg Russlands zweitgrößtes Verkehrsmuseum.

## Geschichte

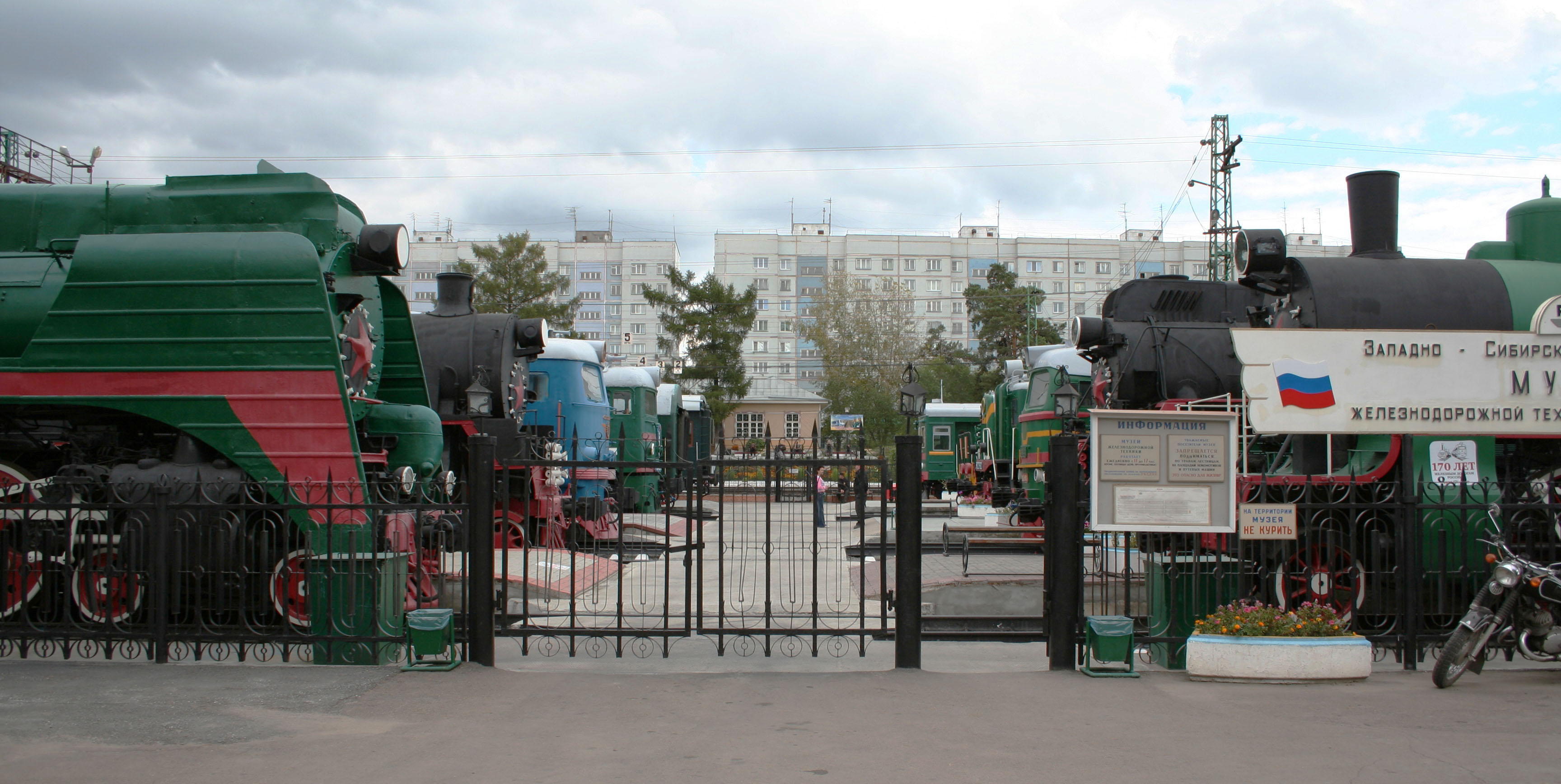
Museumseingang

Die Gründung geht auf Nikolai Akulinin zurück. Er arbeitete von 1946 bis 1955 auf der Nordkaukasischen Eisenbahn und seit 1955 mit verschiedenen Eisenbahnen in Sibirien. Im Jahr 1984 trat er in den Ruhestand und begann die Arbeiten zum Start des Museums für Eisenbahntechnik in Nowosibirsk. Es dauerte Jahre, die relevanten Exponate auf der kreisförmigen Versuchsstrecke des Allrussischen Forschungsinstituts für Schienenverkehr zu sammeln, und erst 1998 genehmigte die Westsibirische Eisenbahnbehörde die Errichtung eines Museums. Die Arbeiten dauerten bis 2000 und das Museum wurde offiziell am 4. August während der Feierlichkeiten zum Eisenbahntag eröffnet. Entgegen dem Wunsch Nikolai Akulininas beschloss das Management der Westsibirischen Eisenbahn, dem Museum seinen Namen zu geben. Er war auch dessen erster Leiter.
Das Museum präsentiert unter freiem Himmel siebzehn Dampflokomotiven, fünfzehn Diesellokomotiven, zwölf Elektrolokomotiven, Eisenbahnwagen und Eisenbahnausrüstungen aus dem 19. und 20. Jahrhundert, hauptsächlich aus russischer und sowjetischer Produktion. Außerdem werden Lokomotiven aus den USA, der Tschechoslowakei und Ungarn ausgestellt. Darüber hinaus besitzt das Nowosibirsker Museum eine Sammlung von Autos, die hauptsächlich aus der Sowjetunion stammen. Seit 2006 stellt das Museum auch Oldtimer ausländischer Produktion aus. Es gibt auch eine Kopie des sowjetischen Panzers T-34.
Laut den Mitarbeitern ist es einzigartig, da es sich nicht auf einen Bereich des Schienenverkehrs konzentriert, sondern viele Aspekte präsentiert – von Lokomotiven unterschiedlichen Alters und Landes bis hin zu Waggons, Eisenbahnausrüstungen und Automobilausstellungen. Das Museum für Eisenbahntechnik in Nowosibirsk ist auch an Bildungsaktivitäten beteiligt. Es organisiert Workshops und Tagungen, die sich mit Fragen der weit verbreiteten Eisenbahn befassen.

## Ausstellungsstücke

### Dampflokomotiven
- Dampflokomotive SŽD‑Baureihe П36 (097)
- Dampflokomotive 9П (2)
- Dampflokomotive Ea (N3078)
- Dampflokomotive L (3993)
- Dampflokomotive L (N013)
- Dampflokomotive LW (040)
- Dampflokomotive SO (N17-508)
- Dampflokomotive Su (213-42)
- Dampflokomotive FD20 (?588)
- Dampflokomotive Em (725-12)
- Dampflokomotive Er (789-91)

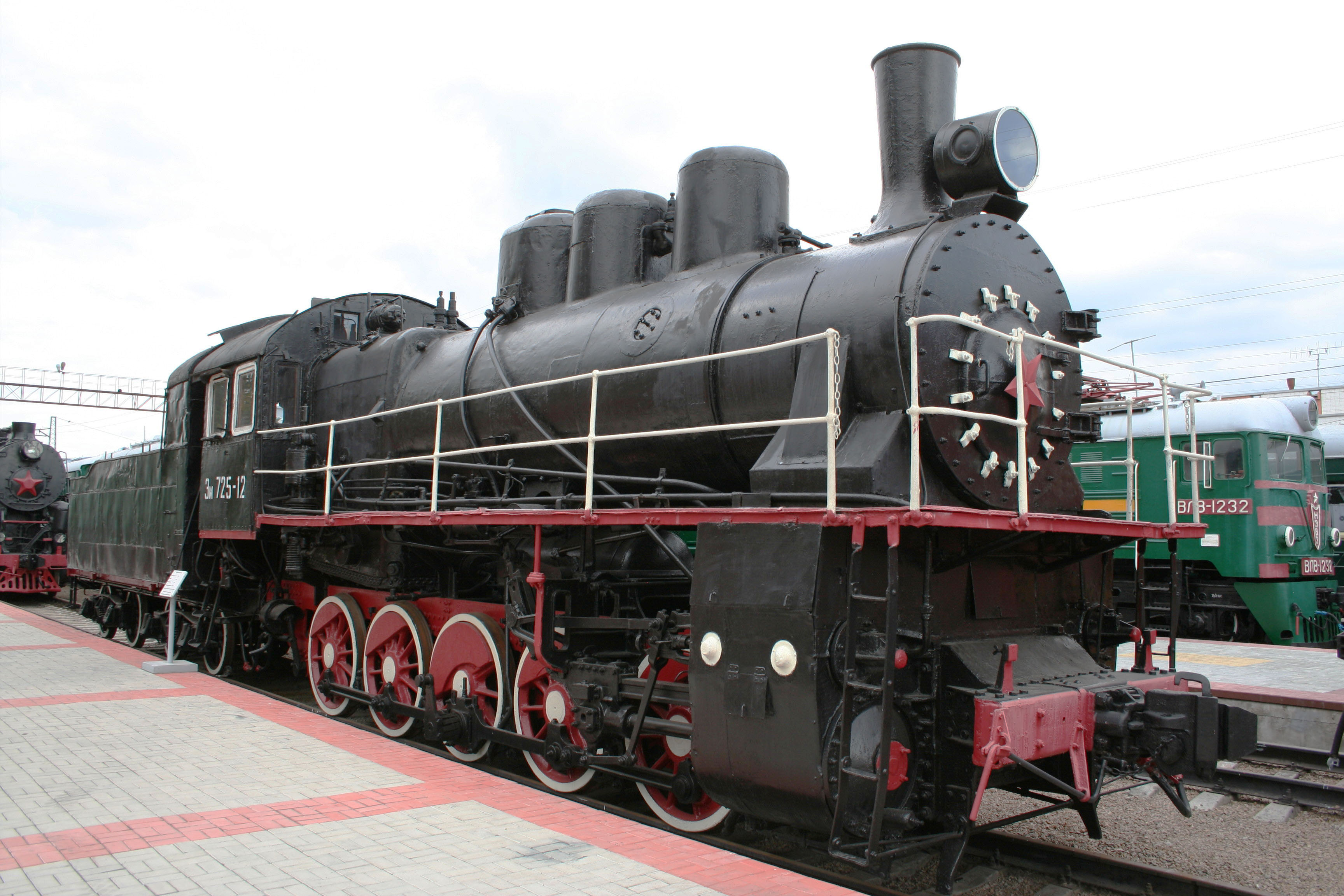
Dampflokomotive Эм-725-12

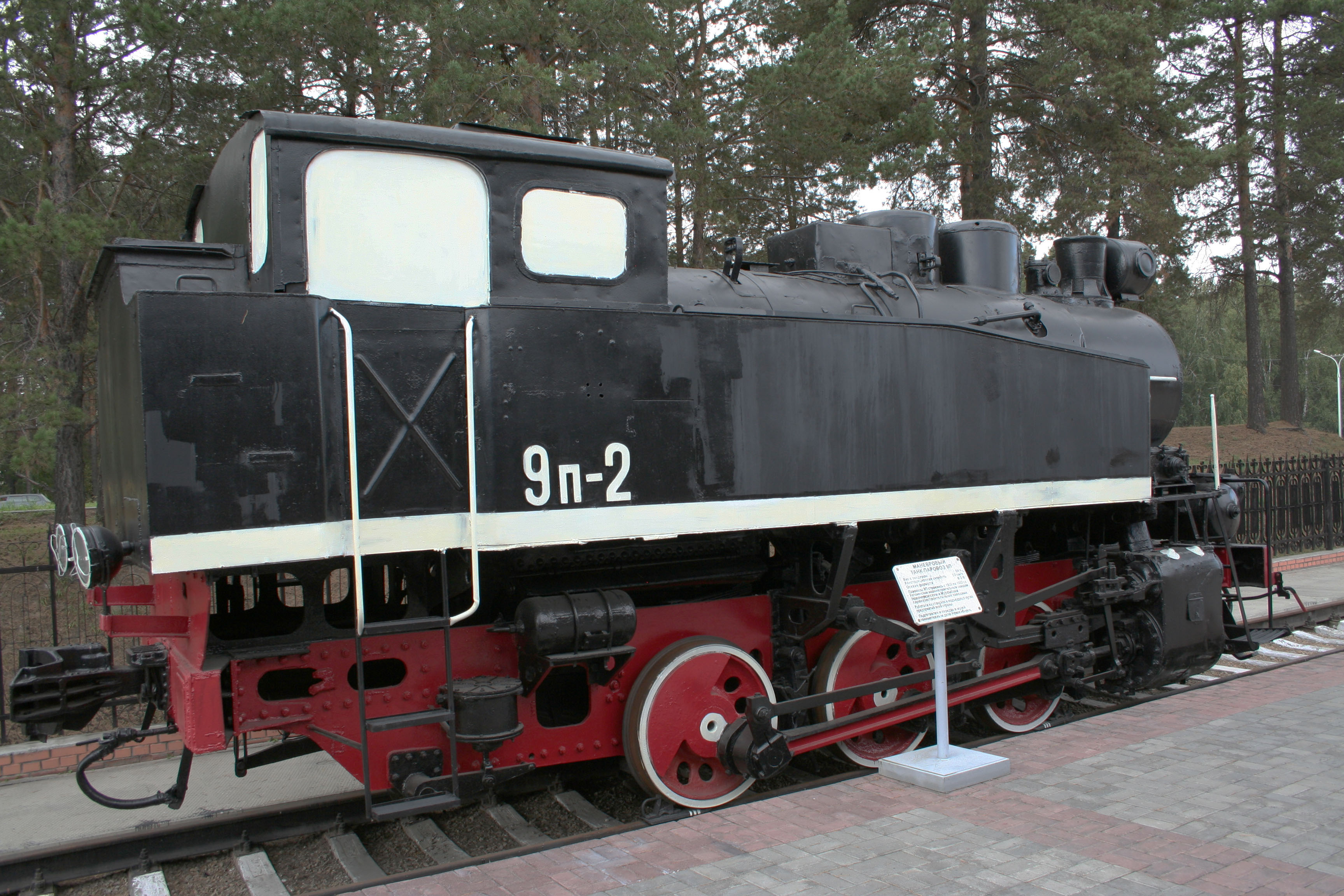
Dampflokomotive 9П-2

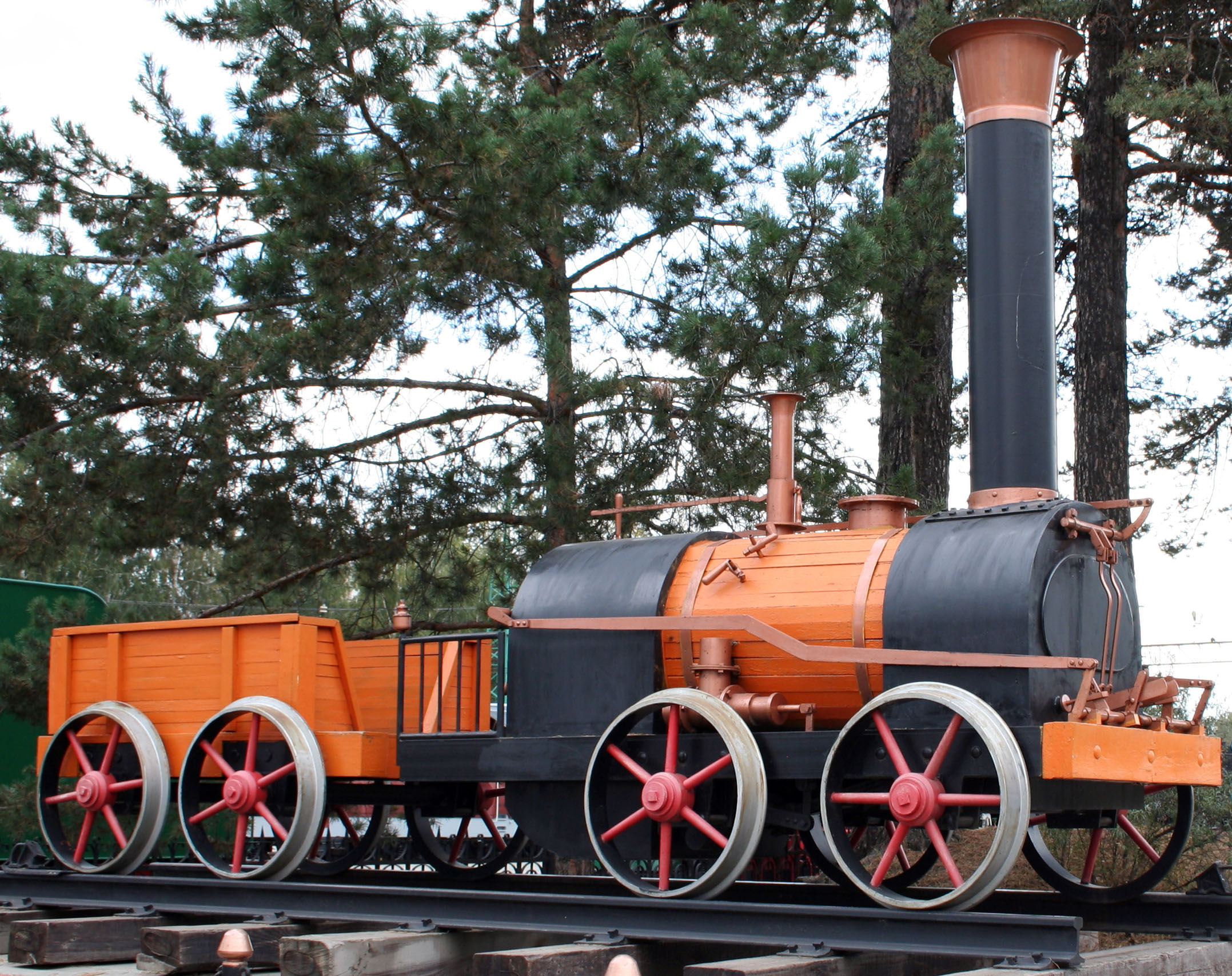
Nachbau der ersten russischen Dampflokomotive

- Nachbau (2002) der ersten russischen Dampflokomotive, die 1833–1834 von Jefim und Miron Tscherepanow gebaut wurde

### Diesellokomotiven
- Diesellokomotive LTS M62 (500)

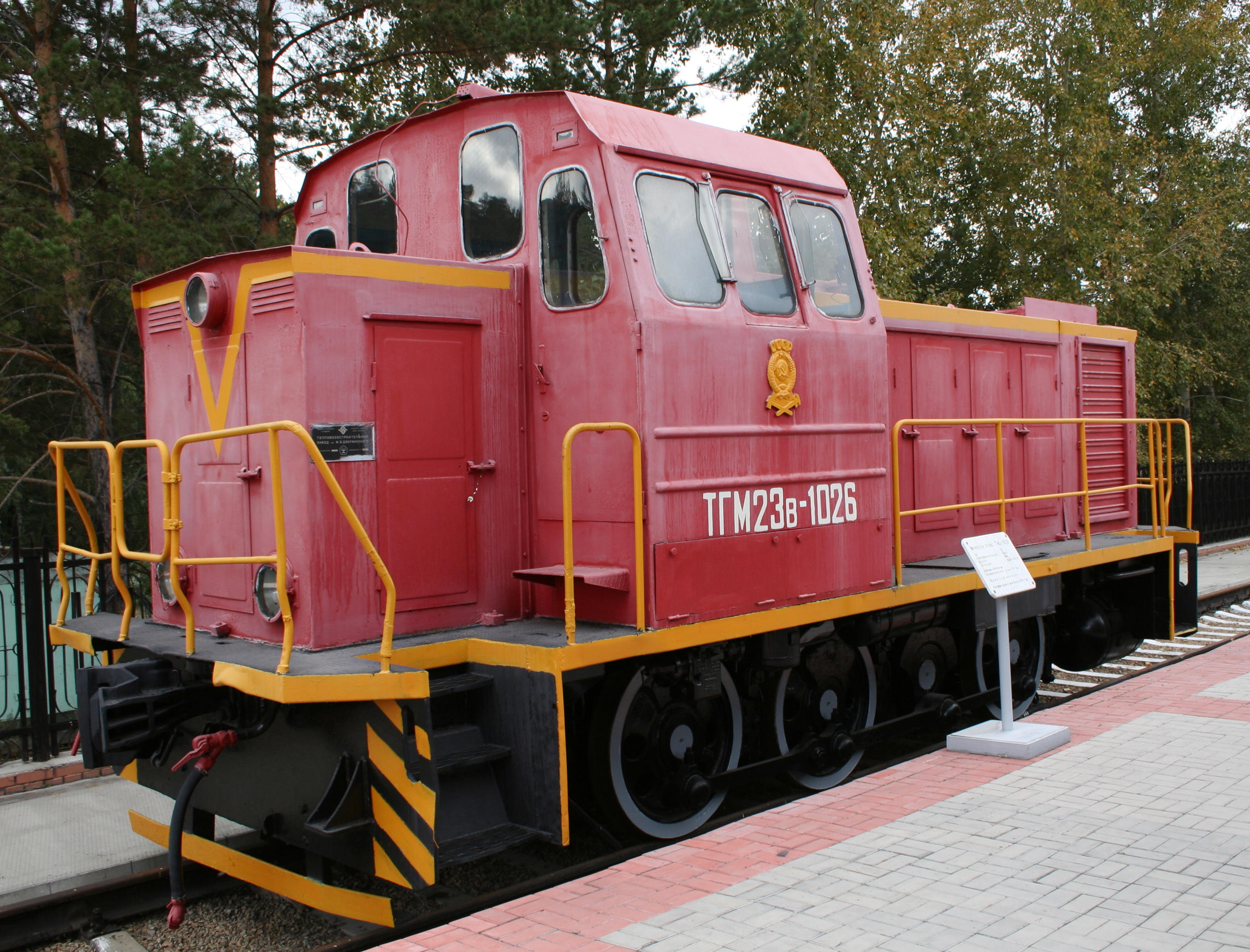
Diesellokomotive ТГМ23в-1026

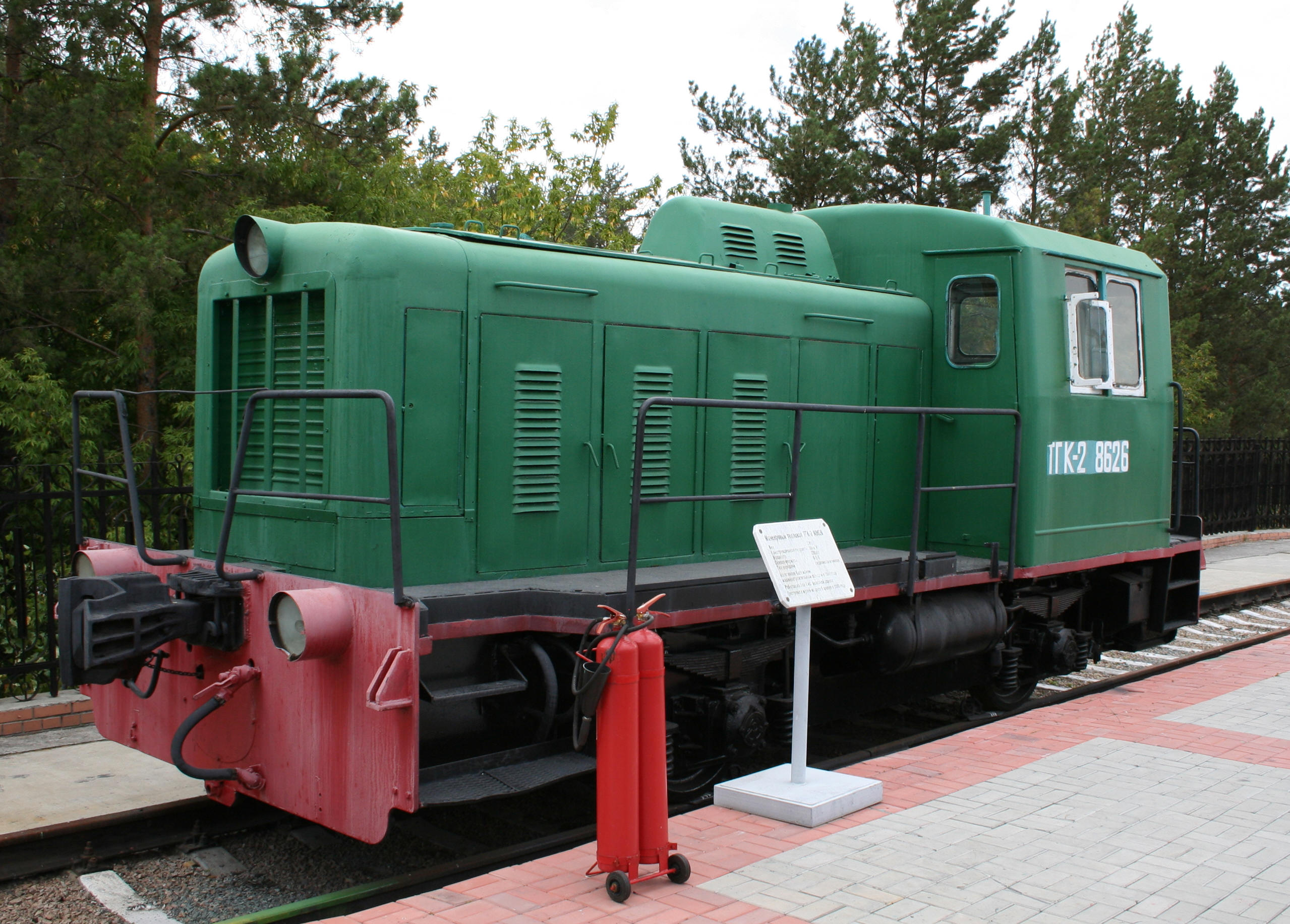
Diesellokomotive ТГК2

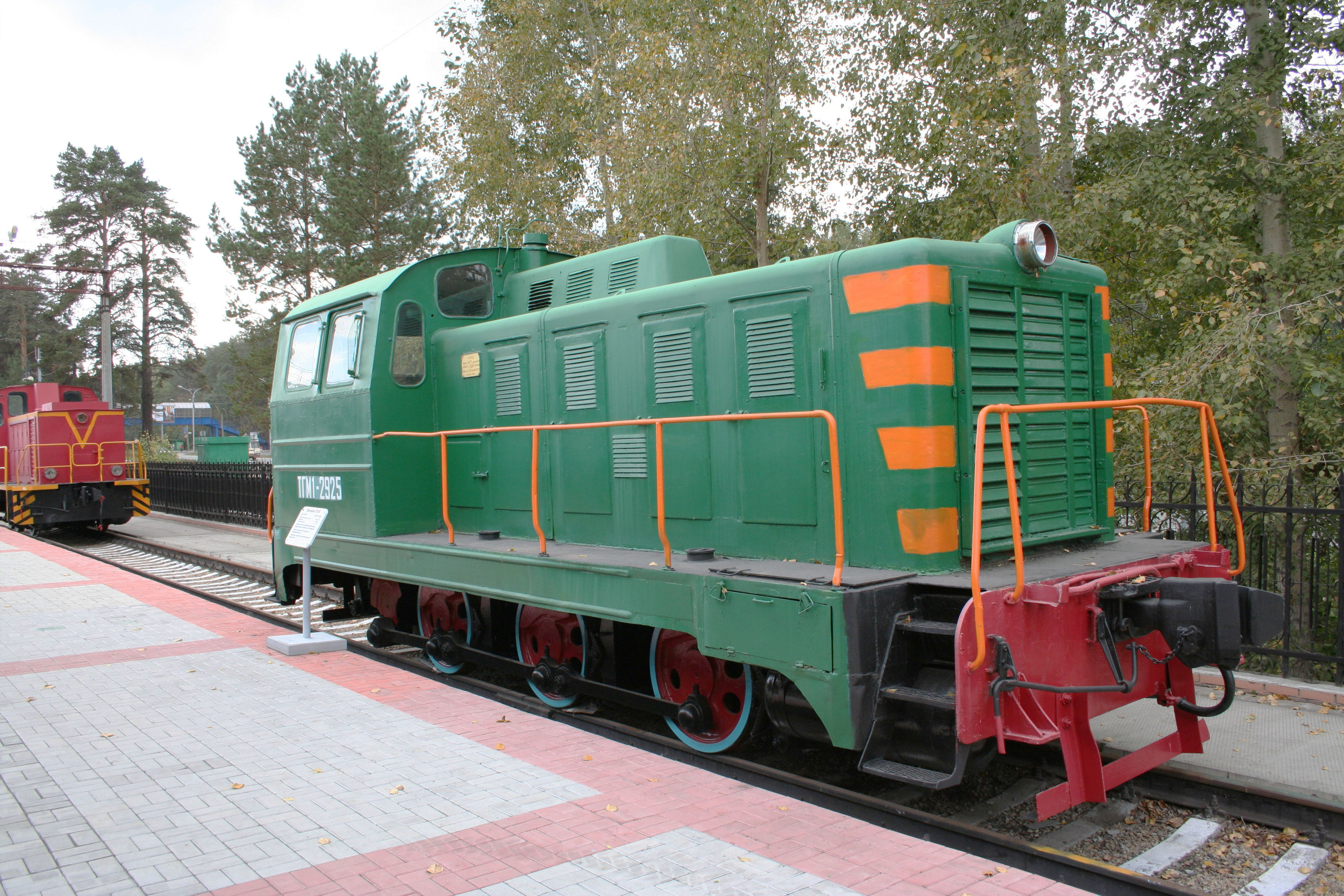
Diesellokomotive ТГМ1 №2925

- Diesellokomotive SŽD-Baureihe ТЭМ2 (2110)
- Diesellokomotive CzME3 (-5452)
- Diesellokomotive CzS3 (-73)
- Diesellokomotive TE10L
- Diesellokomotive TE10M (-2670)
- Diesellokomotive 2TE116 (-037)
- Diesellokomotive TGM23b (1026)
- Diesellokomotive TGM1 (2925)
- Diesellokomotive TGM4 (1676)
- Diesellokomotive TGK (8626)
- Diesellokomotive TE2 (289)
- Diesellokomotive TEM2 (1768)
- Diesellokomotive TEM15 (-016)
- Diesellokomotive TEP60 (-1195)
- Diesellokomotive TEP80 (-0001)
- Diesellokomotive TE3 (-7376)
- Diesellokomotive TE7 (-096)
- Diesellokomotive TEP10 (082)
- Diesellokomotive CzME2 (-508)
- Diesellokomotive CzS2 (-039)
- Diesellokomotive CzS4 (-023)

### Elektrolokomotiven

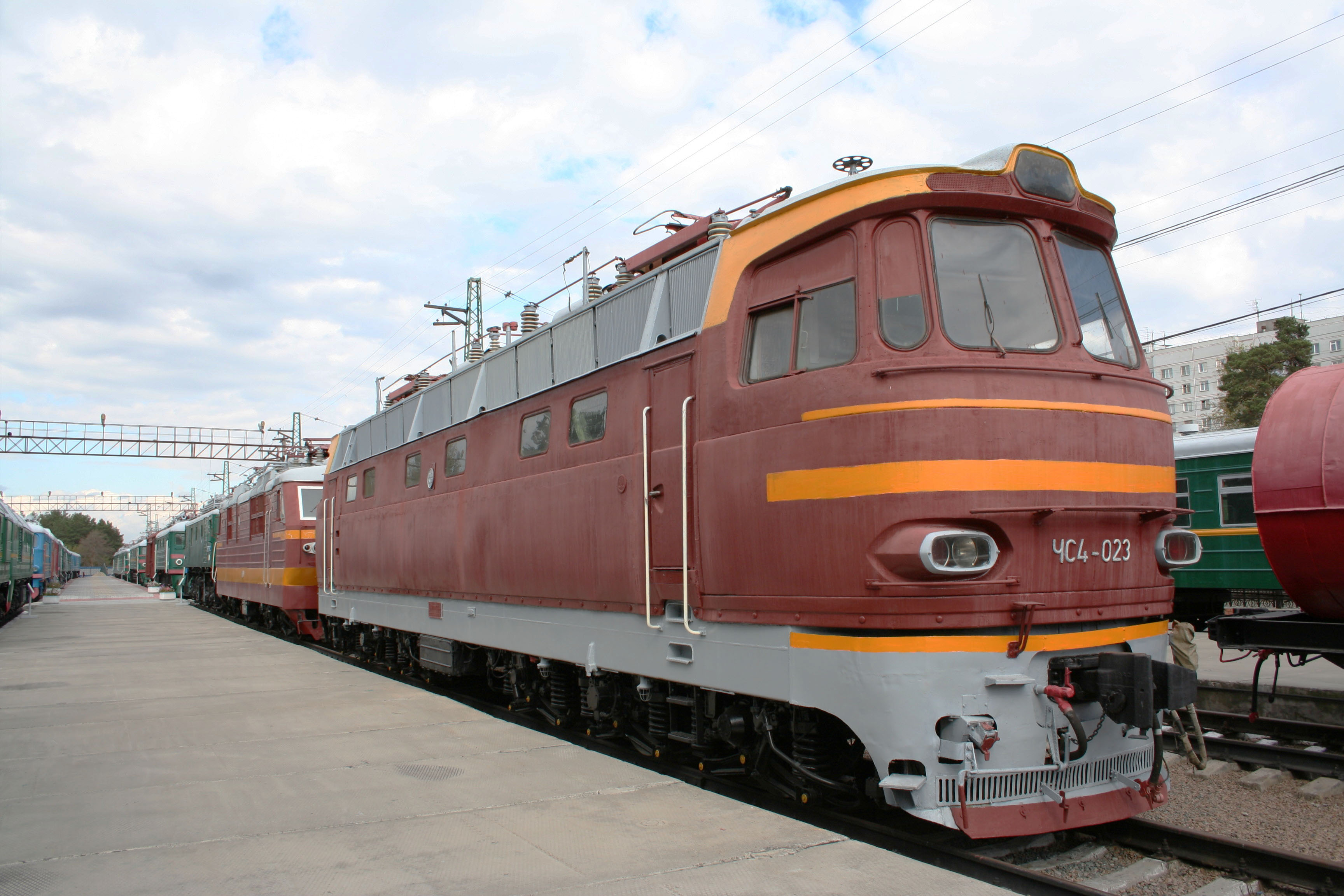
Elektrolokomotive ЧС4-023

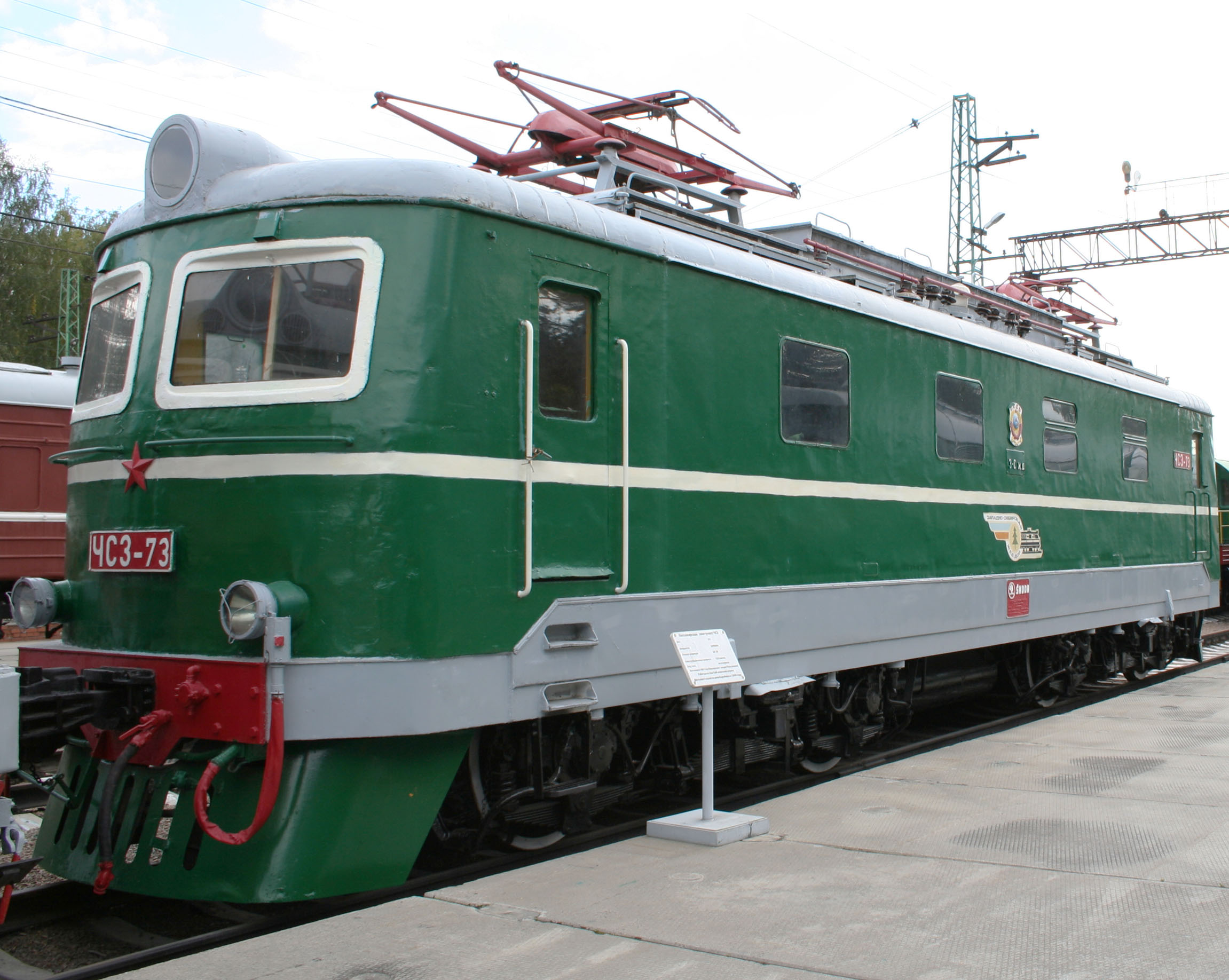
Elektrolokomotive ЧС3-73

- Elektrolokomotive WL22m (N 1932)
- Elektrolokomotive WL23 (501)
- Elektrolokomotive WL80c (005)
- Elektrolokomotive WL80c (1066-2)
- Elektrolokomotive WL8 (-1232)
- Elektrolokomotive WL10 (271)
- Elektrolokomotive WL60k (-649)

### Wagen
- Trotzkis Privatwagen
- Krankenhauszugwagen

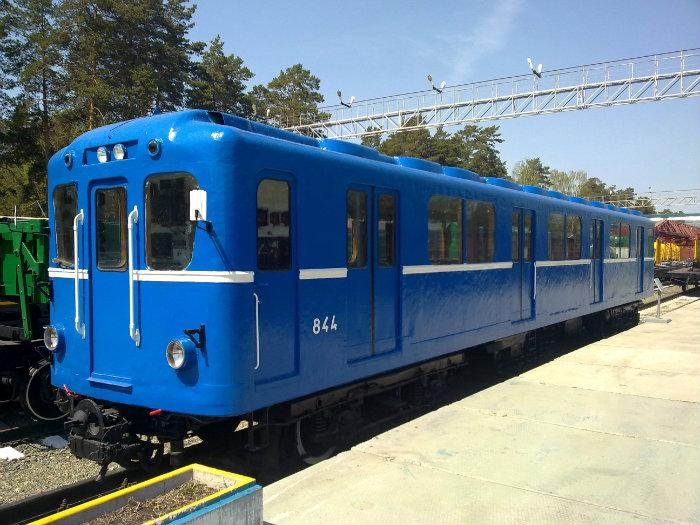
Metro-Zug D-844

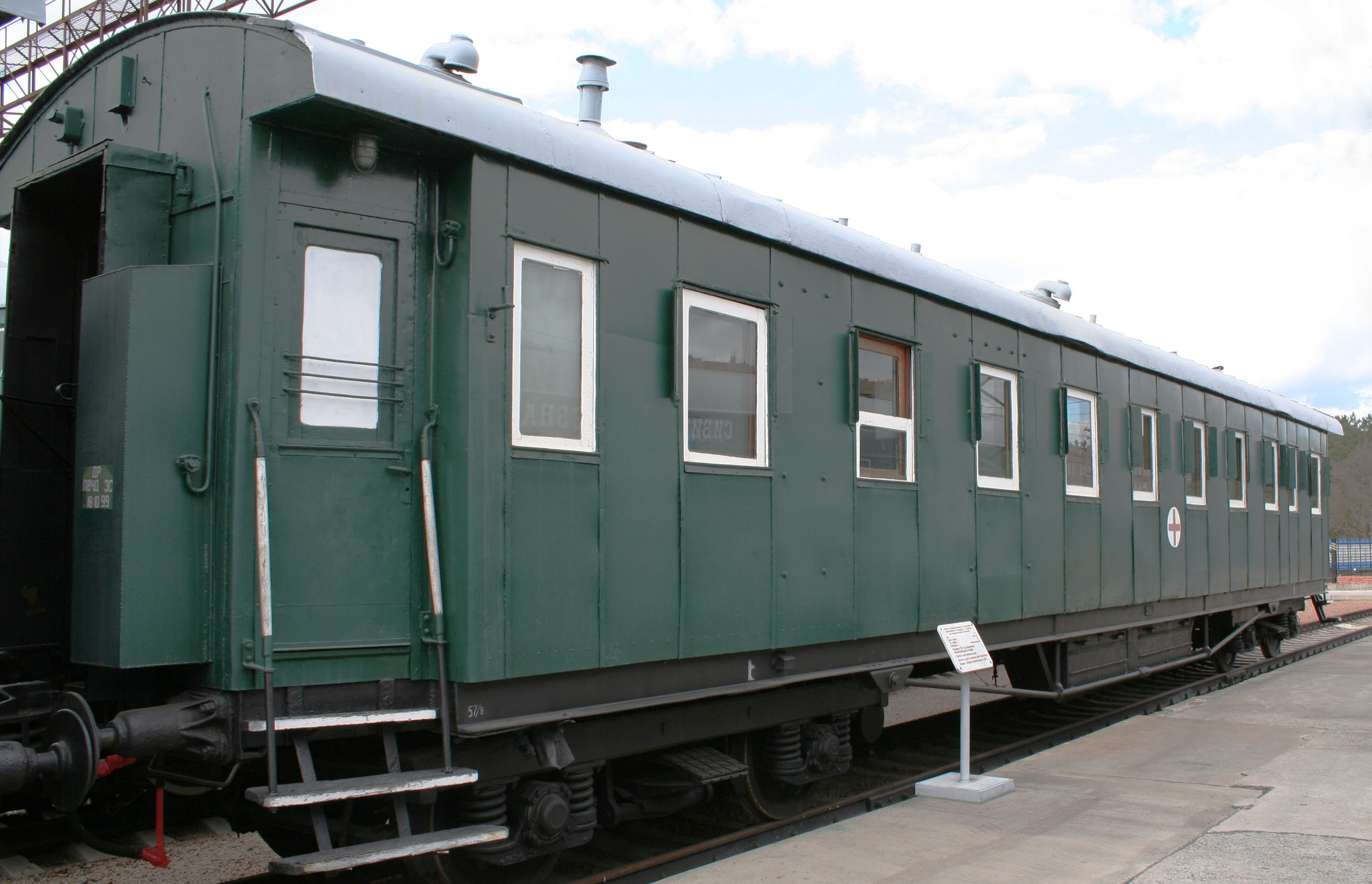
Personenwagen von 1937

- Betriebswagen eines Krankenhauszuges
- Gepäckwagen
- Tankwagen
- Kühlwagen
- Wagen für die Gefangenenbeförderung
- Wagen für den Transport von Müll
- Kornwagen
- Wagen zum Transport von flüssigem Gusseisen
- Wagen für Spirituosen
- Feuerwehrwagen
- Schneepflug